# Memecylon elaeagni
Memecylon elaeagni är en tvåhjärtbladig växtart som beskrevs av Carl Ludwig von Blume. Memecylon elaeagni ingår i släktet Memecylon och familjen Melastomataceae. IUCN kategoriserar arten globalt som livskraftig. Inga underarter finns listade i Catalogue of Life.